# Isbladsviken

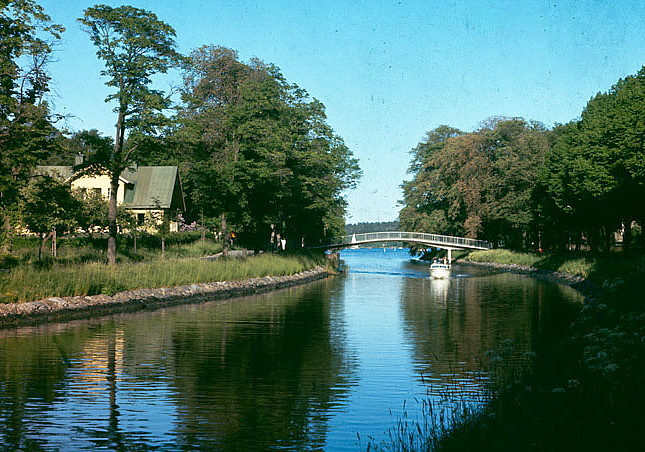
Den nybyggda Lilla Sjötullsbron 1967, i bakgrunden Isbladsviken

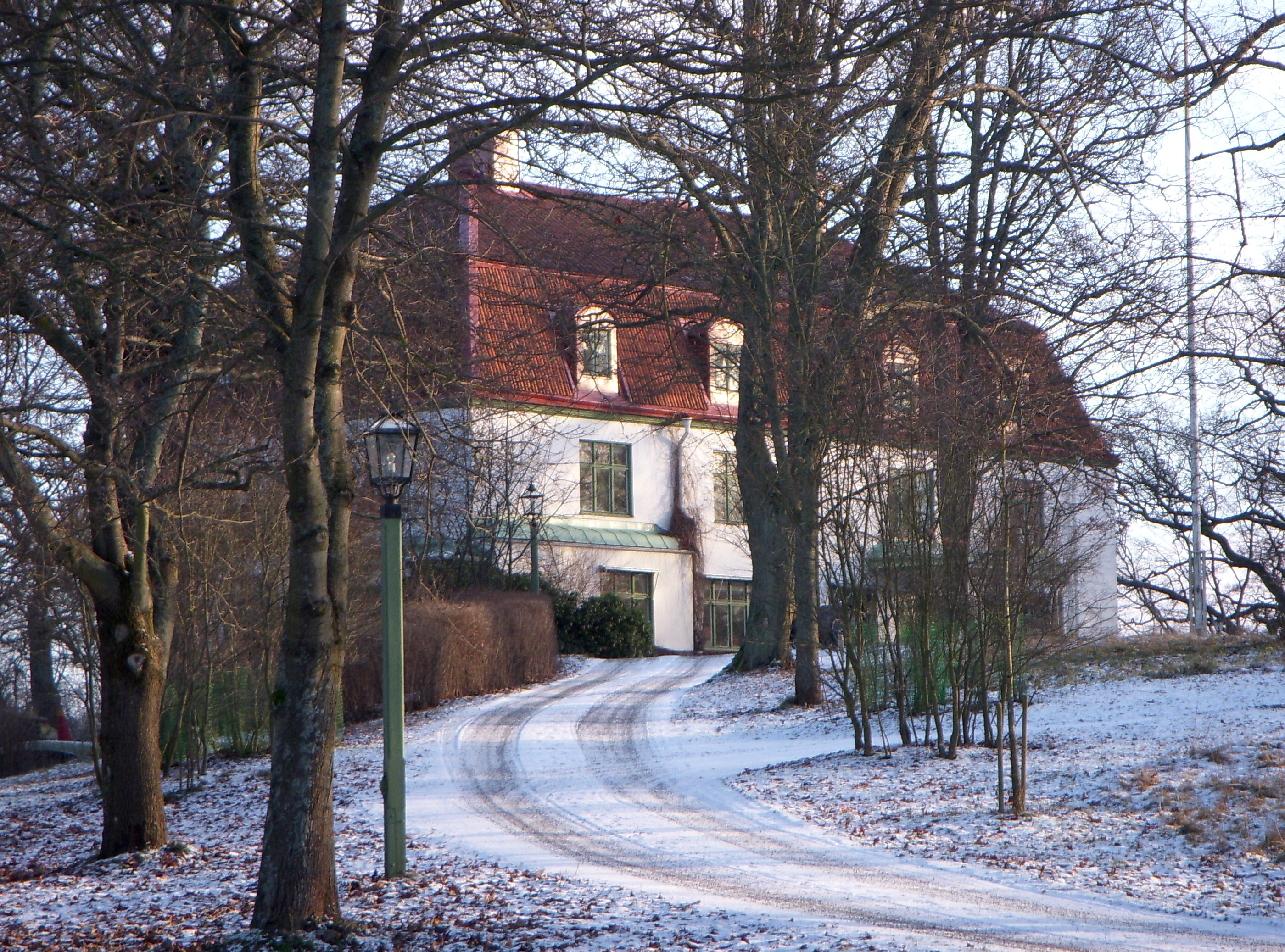
Parkudden 2008

Isbladsviken är en västlig del av Lilla Värtan i Stockholms inre skärgård i Stockholms kommun, södra Uppland. Viken ingår i Kungliga nationalstadsparken. 

## Läge
Isbladsviken begränsas i nordväst av Hundudden, i sydväst av Södra Djurgården, och i övrigt av Lilla Värtans öppnare vatten. Innerst i viken ligger Djurgårdsbrunnskanalens mynning. I viken ligger en ö, Måsholmen.

## Verksamheter och byggnader
Vid Isbladsviken finns bland annat Parkudden och, ute på Måsholmen, Föreningen för Kanot-Idrott. Strax innanför Djurgårdsbrunnskanalens mynning återfinns Lilla Sjötullen, Johansdal och Lilla Sjötullsbron.

## Isbladskärret
En liten bit in på Södra Djurgården ligger det fågelrika våtmarksområdet Isbladskärret, som historiskt var en del av Isbladsviken.

## Namn
Namnet har inget med is att göra, utan lär ha kommit från ett jägarboställe som låg här och som hette "Isbla".